# دیونیسوس ۲۰۶۳
سیارک ۲۰۶۳ (به انگلیسی: 2063 Bacchus، نامگذاری:1977HB) دو هزار و شصت و سومین سیارک کشف شده‌است که در ۲۴ آوریل ۱۹۷۷ کشف شد.
قدر مطلق سیارک برابر ۱۷٫۱۰ است.